# Иљана Силај
Иљана Силај (мађ. Silai Ilona, рум. Ileana Silai; Клуж-Напока, 4. октобар 1941 — 27. јун 2025) била је румунска атлетичарка мађарске националности која се такмичила у трчању на средњим стазама, четворострука учесница на Летњим олимпијским играма, освајачица сребрне медаље на 800 метара на Олимпијским играма у Мексико Ситију. На Европским првенствима у дворани освојила је три медаље: златну (1978 на 1.500 м) и две сребрне (1971 и 1972 на 600 м).

## Биографија
Силај се почела бавити атлетиком 1957. године, пратећи свог брата и тренирала спринтске дисциплине и скок удаљ. Након тога се удала и имала одмор од атлетике до 1963. године. Након повлачења преселила се у Минхен, где је њен супруг радио као архитекта и тренирала је дјецу. Од 1991. године није била укључена у спорт.

## Допинг
Горине 1979. Силај је кажњена са 18 месеци забране учешћа на међународним такмичењима због узимања анаболичких стероида. После 8 месеци казна је скинута за њих 6 дозвољено је такмичење након што је председник ИААФ Адријан Паулен из Холандије рекао да би суспензија од 18 месеци у случају стероида онемогућила женама учешће на Летњим олимпијским играма 1980. у Москви, што би представљало "додатну казну", па је Савет ИААФ одлучио да прекине казну из "хуманих разлога".

## Значајни међународни резултати
| Година                | Такмичење                          | Место                   | Дисциплина            | Пласман               | Резултат              | Детаљи                |
| Представљала Румунију | Представљала Румунију              | Представљала Румунију   | Представљала Румунију | Представљала Румунију | Представљала Румунију | Представљала Румунију |
| --------------------- | ---------------------------------- | ----------------------- | --------------------- | --------------------- | --------------------- | --------------------- |
| 1968.                 | Олимпијске игре                    | Мексико Сити, Мексико   | 800 м                 |                       | 2:02,5                |                       |
| 1969.                 | Европско првенство 1969.           | Атина, Грчка            | 800 м                 | 5.                    | 2:00,4                |                       |
| 1971.                 | Европско првенство у дворани 1971. | Софија, Бугарска        | 800 м                 | .                     | 2:06,5                |                       |
| 1971.                 | Европско првенство 1971.           | Хелсинки, Финска        | 800 м                 | 9.                    | 2:03,9                |                       |
| 1972.                 | Европско првенство у дворани 1972. | Гренобл, Француска      | 800 м                 | .                     | 2:05,17               |                       |
| 1972.                 | Олимпијске игре                    | Минхен, Западна Немачка | 800 м                 | 6.                    | 2:00,045              | [ мртва веза ]        |
| 1974.                 | Европско првенство у дворани 1974. | Гетеборг, Шведска       | 1.500 м               | 4.                    | 4:17,12               |                       |
| 1976.                 | Олимпијске игре                    | Монтреал, Канада        | 800 м                 | 13.                   | 2:02.22               |                       |
| 1976.                 | Олимпијске игре                    | Монтреал, Канада        | 1.500 м               | 23.                   | 4:13,61               |                       |
| 1978.                 | Европско првенство у дворани 1978. | Милано, Италија         | 1.500 м               | .                     | 4:07.1                |                       |
| 1980.                 | Олимпијске игре                    | Москва, Совјетски Савез | 800 м                 | 13.                   | 4:02,98               |                       |

## Лични рекорди
на отвореном
- 600 м — 1:25,6р Појана Брашов 8. јул 1977.
- 800 м — 1:57,39 Букурешт 28. август 1977.
- 1.000 м — 2:36,3р Појана Брашов 8. јул 1977.
- 1.500 м — 4:03,5р Келн 22. јун 1979.

у дворани
- 800 м — 2:03,2р Будимпешта 7. фебруар 1978.
- 1.500 м — 4:05,4р Милано 14. март 1978

напомена: ознака р у резултатима уместо десетине секунде, означава да је резултат мерен ручно.